# ファウンド・ポエトリー
ファウンド・ポエトリー（英語：Found poetry）は、他の原典から単語、フレーズ、時には文章の一節を引用して、間隔や行を整えたり、テキストを足したり減らしたりすることで新たな意味を付け加えて再構成した（文学的コラージュに相当する）詩である。こうした詩は「処理済み（抜本的かつ体系的に変わった）」か「未処理（詩の順序、統語論および意味は変わらない）」と定義される。

## コンセプト
ファウンド・ポエトリーの概念は（ジョン・ホランダーが「誰でもテキストを『見つける』が、それを『テキスト』と名付けるのが詩人である」と述べたように）20世紀における原作者の概念の改定と密接に繋がっており、1966年に初めて使われた。ファウンド・ポエトリーの一般的な形式と実践の種類には、自由詩の引用とリミックス、消去、チェント（寄せ集め詩文）、カットアップがある。

## 例
ファウンド・ポエトリーの例はウィリアム・ヒューウェルの『An Elementary Treatise on Mechanics』に現れる。
Hence no force, however great,

can stretch a cord, however fine,

into a horizontal line

which is accurately straight.
2003年、オンラインマガジン「Slate」のライターであるハート・シーリーが、ドナルド・ラムズフェルドのスピーチと記者会見に詩を見出した。2002年2月12日の国防総省の記者会見において、ラムズフェルドは「The Unknown」を反芻した。
As we know,

There are known knowns.

There are things we know we know.

We also know

There are known unknowns.

That is to say

We know there are some things

We do not know.

But there are also unknown unknowns,

The ones we don't know

We don't know.
ハート・シーリーはラムズフェルドの詩を『Pieces of Intelligence: The Existential Poetry of Donald H. Rumsfeld』(2003) の本で出版した。作曲家であるフィル・クラインはラムズフェルドの詩に曲を付けた連作歌曲『Rumsfeld's Songs』を『Zippo Songs』(2004) に収録、発表した。またピアニストのブライアント・コングもラムズフェルドの詩を用いて『Poetry of Donald Rumsfeld』をリリースした。
2009年、「ザ・トゥナイト・ショー・ウィズ・コナン・オブライエン」で、俳優のウィリアム・シャトナーが2度にわたって、元アラスカ州知事で副大統領候補であったサラ・ペイリンの言葉をビート・ポエトリーの方法で読み上げた。シャトナーは、7月27日のペイリンの退任演説と7月29日のいくつかのツイートをボンゴとコントラバスの演奏つきで朗読した。
公人のスピーチをファウンド・ポエトリーにした他の例にフィル・リズートの野球の実況放送がある。リズートは約40年間ニューヨーク・ヤンキースの実況アナウンサーを務めたが、時々あった散漫なコメントあるいは支離滅裂なコメントを、ハート・シーリーとトム・ペイヤーが集め、再フォーマットして『O Holy Cow!: The Selected Verse of Phil Rizzuto』(1993) を出版した。下記の詩は、ヤンキースの捕手サーマン・マンソンが飛行機事故で亡くなったことに対するリズートの思いである。
"The Man in the Moon"

The Yankees have had a traumatic four days.

Actually five days.

That terrible crash with Thurman Munson.

To go through all that agony,

And then today,

You and I along with the rest of the team

Flew to Canton for the services,

And the family...

Very upset.

You know, it might,

It might sound a little corny.

But we have the most beautiful full moon tonight.

And the crowd,

Enjoying whatever is going on right now.

They say it might sound corny,

But to me it's like some kind of a,

Like an omen.

Both the moon and Thurman Munson,

Both ascending up into heaven.

I just can't get it out of my mind.

I just saw the full moon,

And it just reminded me of Thurman Munson,

And that's it.
ウェブサイト「Verbatim Poetry」は2009年3月からファウンド・ポエムを掲載していた。詩はありふれたところにあると強調し、自由詩と同様にソネット集のような伝統的な詩形も利用している。
ファウンド・ポエトリーを扱った最初の公式文学ジャーナルの「The Found Poetry Review」は2011年に発足した。その当初から、季刊誌では伝統的なチェントや、教科書やマルセル・デュシャンの絵画、チャールズ・マンソンの裁判での証言やAOLの検索データ、エミリー・ポストのエチケット本、ウィキペディアの記事、ストランク＆ホワイトの『The Elements of Style』およびワンダーウーマンのコミックなどを引用した詩を特集している。
コメディアンのデイヴ・ゴーマンは「Dave Gorman：Modern Life is Goodish」の番組で、誰かがオンラインフォーラムで発信した馬鹿げたコメントを使い、しばしば滑稽なファウンド・ポエムを作った。